# Liste der Stolpersteine in Schöppenstedt
Die Liste der Stolpersteine in Schöppenstedt enthält alle Stolpersteine, die im Rahmen des gleichnamigen Kunst-Projekts von Gunter Demnig in Schöppenstedt verlegt wurden. Mit ihnen soll der Opfer des Nationalsozialismus gedacht werden, die in Schöppenstedt lebten und wirkten. Am 4. Mai 2013 wurden fünf Stolpersteine verlegt.

## Liste der Stolpersteine
| Bild | Adresse                                            | Verlegedatum | Person, Inschrift                                     | Anmerkung |
| ---- | -------------------------------------------------- | ------------ | ----------------------------------------------------- | --- |
|      | Helmstedter Straße 2 · gegenüber Jasperstraße 27 · | 4. Mai 2013  | Hier wohnte David Rosenbaum Jg. 1893 ...              | David Rosenbaum wurde am 11. Januar 1893 in Berkach geboren. Er war Viehhändler in Wolfenbüttel. Familie Rosenbaum konnte sich im August 1941 durch Flucht in die USA retten.                                                    |
|      | Helmstedter Straße 2 · gegenüber Jasperstraße 27 · | 4. Mai 2013  | Hier wohnte Jenny Rosenbaum geb. Heimann Jg. 1895 ... | Jenny Rosenbaum wurde am 1. Oktober 1895 als Jenny Heimann in Kronach geboren. Sie war die Ehefrau von David Rosenbaum und starb am 5. Juni 1937 in Braunschweig; sie wurde auf dem Jüdischen Friedhof in Wolfenbüttel beerdigt. |
|      | Helmstedter Straße 2 · gegenüber Jasperstraße 27 · | 4. Mai 2013  | Hier wohnte Anneliese Rosenbaum Jg. 1923 ...          | Anneliese Rosenbaum wurde am 17. Oktober 1923 als Tochter von David und Jenny Rosenbaum in Schöppenstedt geboren. |
|      | Helmstedter Straße 2 · gegenüber Jasperstraße 27 · | 4. Mai 2013  | Hier wohnte Ingeborg Rosenbaum Jg. 1929 ...           | Ingeborg Rosenbaum wurde am 25. September 1929 als Tochter von David und Jenny Rosenbaum in Braunschweig geboren. |
|      | Helmstedter Straße 2 · gegenüber Jasperstraße 27 · | 4. Mai 2013  | Hier wohnte Sophie Küchler geb. Rosenbaum Jg. ...     | Sophie Küchler war die Schwester von David Rosenbaum. Nach dem Tod von Jenny Rosenbaum zog sie von Berlin nach Schöppenstedt, um für die Kinder zu sorgen.                                                                       |

## Verlegungen
- 4. Mai 2013: fünf Stolpersteine an einer Adresse[3]